# Налог на бороду
Нало́г на бо́роду — налоги, взимавшиеся в разных странах с обладателей бороды. Как правило, налогом облагались не все сословия.

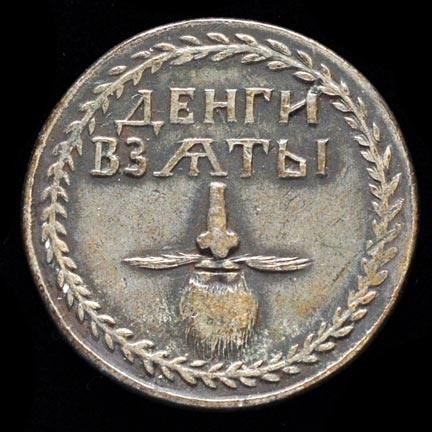

## Англия XVI века
Генрих VIII ввёл налог на бороду в 1535 году. Этот налог зависел от социального статуса носителя бороды. Дочь короля Елизавета I тоже вводила аналогичный налог, которым облагалась любая борода, растущая больше двух недель.

## Франция XVI века
Основателем моды на ношение бороды среди дворянства и духовенства Франции стал король Франциск I (1515—1547). Правительство обложило священнослужителей налогом, духовенство победнее предпочитало бриться. Возникли споры сторонников и противников права на бесплатное ношения бороды и вообще на её ношение, что повлекло вмешательство высших католических иерархов с попытками запретить бороду. Запрет на ношение бороды и длинных волос истекал из предписания «лат. Clericus nec comam nutriat nec barbam», и осуждение бороды звучало ещё в 1119 году на Тулузском соборе, однако правило можно было трактовать в пользу короткой бороды. Полный запрет на бороду попытался ввести в 1576 году кардинал Карло Борромео, издавший пасторское послание «De barba radenda».

## Россия XVIII века
Пётр I ввёл в России обязательное бритьё бороды. 26 августа 1698 года царь собственноручно остриг бороды боярам. Это стало запретом ношения бороды при дворе.
Указом от 16 (27) января 1705 года устанавливались следующие разряды пошлины:
- с царедворцев, дворовых и городовых дворян, чиновников — по 60 рублей с человека в год;
- с гостей 1-й статьи — по 100 рублей в год;
- с купцов средней и мелкой статьи, а также с посадских людей — по 60 рублей в год;
- со слуг, ямщиков и извозчиков, с церковных причетников, кроме попов и дьяконов, а также со всяких чинов московских жителей — по 30 рублей ежегодно;
- с крестьян — пошлина при въезде и выезде из города по 2 деньги с бороды.

2015.— Генваря 16. Именный.— О бритіи бородъ и усовъ всякаго чина людямъ, кромѣ поповъ и дьяконовъ, о взятіи пошлины съ тѣхъ, которые сего исполнить не захотятъ, и о выдачѣ заплатившимъ пошлину знаковъ.

На Москве и во всѣхъ городахъ, Царедворцамъ и дворовымъ и городовымъ и приказнымъ всякихъ чиновъ служивымъ людямъ, и Гостямъ и гостиной сотни и черныхъ слободъ посадскимъ людямъ всѣмъ сказать: чтобъ впредь съ сего Его Великаго Государя указа, бороды и усы брили. А буде кто бородъ и усовъ брить не похотятъ, а похотятъ ходить съ бородами и съ усами, и съ тѣхъ имать, съ Царедворцовъ и съ дворовыхъ и съ городовыхъ и всякихъ чиновъ служилыхъ и приказныхъ людей, по 60 рублей съ человека; съ Гостей и съ гостиной сотни первыя статьи по 100 рублей съ человека; средней и меншей статьи, которые платятъ десятыя деньги меньше 100 рублей, съ торговыхъ и посадскихъ людей по 60 рублей, третья статья, съ посадскихъ же и съ Боярскихъ людей и съ яшциковъ и съ извозчиковъ и съ церковныхъ причетниковъ, кромѣ поповъ и дьяконовъ, и всякихъ чиновъ съ Московскихъ жителей по 30 рублей съ человѣка на годъ. И давать имъ изъ приказа Земскихъ дѣлъ знаки; а для тѣхъ знаковъ и для записки приходить имъ въ приказъ Земскихъ дѣлъ безъ мотчанія, а въ городахъ въ Приказныя Избы, а тѣ знаки носить имъ на ceбѣ; и въ приказѣ Земскихъ дѣлъ и въ городахъ въ приказныхъ Избахъ учинить тому записныя и приходныя книги; а съ крестьянъ имать вездѣ по воротамъ пошлину, по 2 деньги съ бороды, по вся дни, какъ ни пойдутъ въ городъ и за городъ; а безъ пошлинъ крестьянъ въ воротахъ, въ городъ и за городъ, отнюдь не пропускать. И о томъ для вѣдома по воротамъ съ сего Велнкаго Государя указу прибить письма, а въ города къ Воеводамъ послать Его Великаго Государя грамоты, а къ Бурмистрамъ памяти, а въ Розрядъ о посылкъ послушныхъ грамотъ, а въ Ратушу къ Бурмистрамъ о посылкѣ жъ послушныхъ указовъ послать памяти, съ подкрепленіемъ: буде они Воеводы и Бурмистры, станутъ въ томъ чинить кому поноровку и имъ Воеводамъ за то быть въ опалѣ, а Бурмистрамъ въ наказаніяхъ и въ раззореніи безъ всякой пощады. А буде кто изъ Царедворцовъ и изъ градскихъ жителей и изъ приказныхъ и изъ посадскихъ людей похочетъ ходить съ бородою, и ему бъ для взятья знака ѣхать къ Москвѣ а явиться въ приказѣ Земскихъ дѣлъ; а въ Сибирские и въ Поморскіе городы знаки послать съ Москвы.
Налог был подтверждён указом 6 (17) апреля 1722 года.
17 (28) декабря 1713 года был принят указ, запрещающий носить бороды, русскую одежду и торговать национальной русской одеждой и сапогами (торговать можно было только одеждой немецкого образца). 29 декабря 1714 (9 января 1715) года он был подтверждён указом «О неторгованіи Русскимъ платьемъ и сапогами и о не ношеніи таковаго платья и бородъ».
2874.— Декабря 29. Именный объявленный изъ Сената. — О неторгованіи Русскимъ платьемъ и сапогами и о не ношеніи таковаго платья и бородъ

Великій государь указалъ при Санктпетербургѣ и во всѣхъ городахъ всякихъ чиновъ людямъ Свой Царского Величества указъ объявить публично, чтобъ Русскимъ никакимъ платьемъ не торговали, и ни кто такова платья и бородъ не носили, по прежнему Его Великаго Государя указу 713 году Декабря 17 числа; а ежели кто учнетъ Русскимъ какимъ платьемъ и сапогами торговать, или какъ Русское платье и бороды носить, и за такое ихъ преступленіе учинено имъ будетъ жестокое наказанье и сосланы будутъ на каторгу, а имение ихъ движимое и недвижимое взяты будутъ на Великого Государя безъ всякія пощады. Понеже за тѣми Его Великого Государя указы, презирая ихъ, при Санктпетербургѣ торговые люди такимъ Русскимъ платьемъ и сапогами не торговали, за то имъ, по розыску въ нынѣшнемъ 714 году учинено наказанье, биты кнутомъ и сосланы на каторгу.
3944.—Aпрѣля 6 (*) Именный, состоявшійся въ Сенатѣ— О взысканіи особой подати съ бородачей и о ношеніи имъ особаго платья.
Его Императорское Величество будучи въ Сенатѣ сего Апрѣля 6 да 12 числъ, указалъ подтвердить накрепко старой указъ о бородахъ, чтобъ платили по пятидесять рублей на годъ, и къ тому, чтобъ оные бородачи и раскольщики никакого иого платья не носили какъ старое, а именно: зипунъ съ стоячимъ клеенымъ козыремъ, ферези и однорядку съ лежачимъ ожерельемъ. Только расколыцнкамъ носить у оныхъ козыри краснаго сукна, чего для платья имъ краснымъ цвѣтомъ не носить. И ежели кто съ бородою придетъ о чемъ бить челомъ не въ томъ платье: то не принимать у нихъ челобнтенъ ни о чемъ, и сверхъ того доправить вышеписанную дачу, не выпуская изъ Приказа, хотябъ оной годовую и платилъ. Также кто увидитъ кого съ бородою безъ такого платья, чтобъ приводили къ Комендантамъ или Воеводамъ и приказнымъ, и тамъ оной штрафъ и на нихъ правили, изъ чего половина въ казну, а другая приводчику, да сверхъ того его платье.
Сіе всѣъ чинамъ мірскимъ безъ выемки , кромѣ крестьянъ подлинныхъ пашенныхъ а не промышленникамъ.

(*) Напечатанъ Апрѣля 25.
Каждый уплативший пошлину получал бородовой знак. Крестьяне пошлиной не облагались, но каждый раз при въезде в город взималось по 1 копейке «с бороды». С 1715 года действовала единая пошлина — 50 рублей с человека в год. Пошлина была отменена в 1772 году.
Постоянных плательщиков налога было мало. Кандидат исторических наук Евгений Акельев отметил, что налог на бороду ежегодно платили около 100 человек.